# Bibliothèque Schœlcher
La bibliothèque Schœlcher est la bibliothèque publique départementale de la ville de Fort-de-France en Martinique, nommée d'après l'homme politique français Victor Schœlcher (1804-1893). Elle se situe à l'angle de la rue de la Liberté et de la rue Victor Sévère, face à l'angle nord de la place de la Savane.

## Histoire
Célibataire et sans enfant, Victor Schœlcher, représentant du mouvement abolitionniste et député de la Martinique et de la Guadeloupe de 1848 à 1850, décide de léguer sa vaste collection de 10 000 livres et 250 partitions musicales au conseil général de la Martinique à condition que cette bibliothèque soit ouverte à tous, en particulier pour l’instruction des anciens esclaves noirs, et placée sous la responsabilité d’un bibliothécaire attitré, dont le premier est Victor Cochinat, journaliste parisien et secrétaire d’Alexandre Dumas, que Victor Schœlcher impose. Le Conseil général confie à l'architecte Pierre-Henri Picq le soin de concevoir le bâtiment destiné à accueillir cette collection.
Picq élève d'abord son œuvre entre 1886 et 1887 dans le jardin des Tuileries à Paris, près de l’Arc de Triomphe du Carrousel, où elle est présentée aux parisiens. Ce sera le pavillon de l'Indochine à l'Exposition Universelle de 1889. Le bâtiment est ensuite démonté en plusieurs parties expédiées par bateau à Fort-de-France, puis reconstruit sur le site de l'ancien Hôtel du Petit Gouvernement, au bord de la place de la Savane. Divers événements interrompent les travaux à plusieurs reprises, à commencer par une mise en examen judiciaire de l'entreprise de construction, puis le grand incendie de Fort-de-France en 1890 dans lequel disparaît la plupart des livres originaux de la collection Schœlcher et enfin le cyclone tropical du 18 août 1891. La bibliothèque ouvre ses portes en 1893.

## Description
Le bâtiment se compose d'un volume sur plan carré de 17,75 m de côté et d'un porche rectangulaire. La courbe pyramidale de sa charpente métallique et de sa grande coupole de verre servent d'écrin à la salle de lecture. Le squelette métallique du bâtiment rappelle celui de la cathédrale Saint-Louis conçue par le même architecte. Le style du bâtiment mêle influences byzantines, art nouveau, art égyptien et le classique occidentale avec un décor de frises portant les noms de grands écrivains français et un fronton extérieur de mosaïque très coloré.

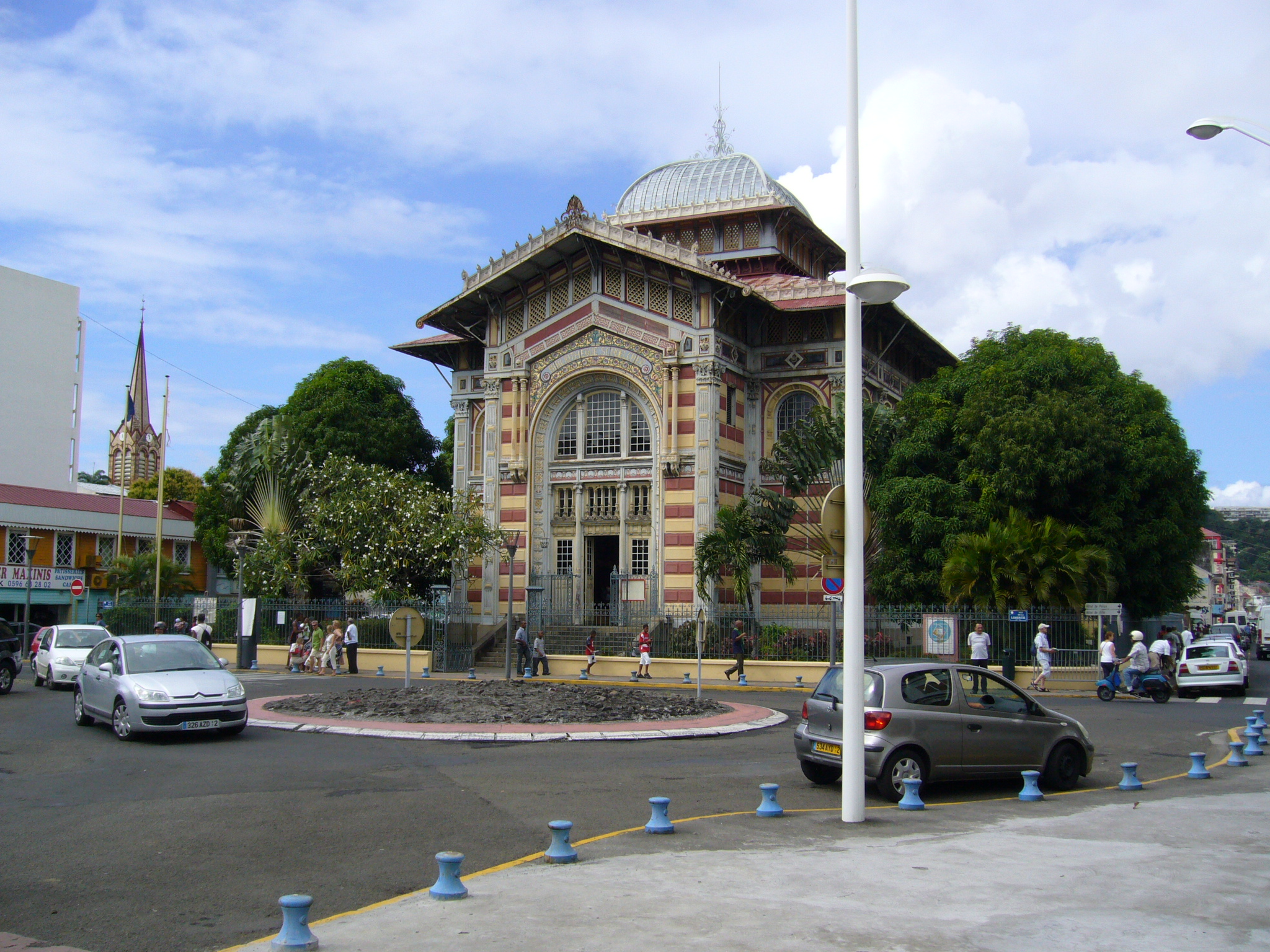
Bibliothèque Schœlcher vue de l'avenue des Caraïbes
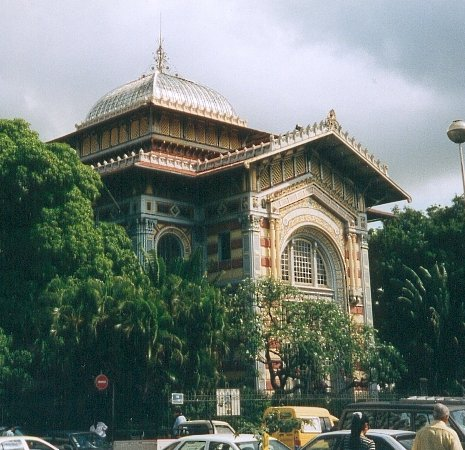
Façade extérieure
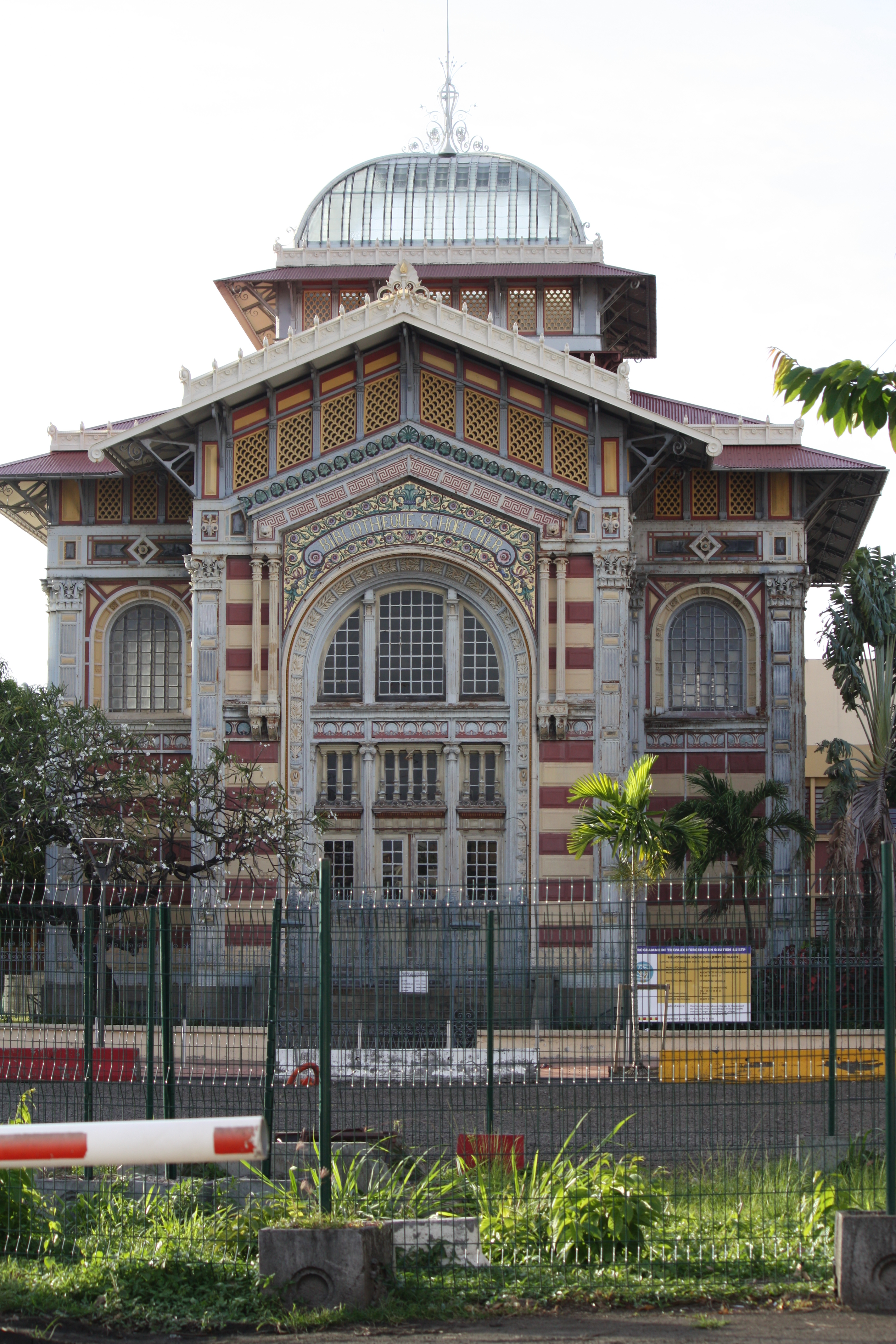
Façade extérieure
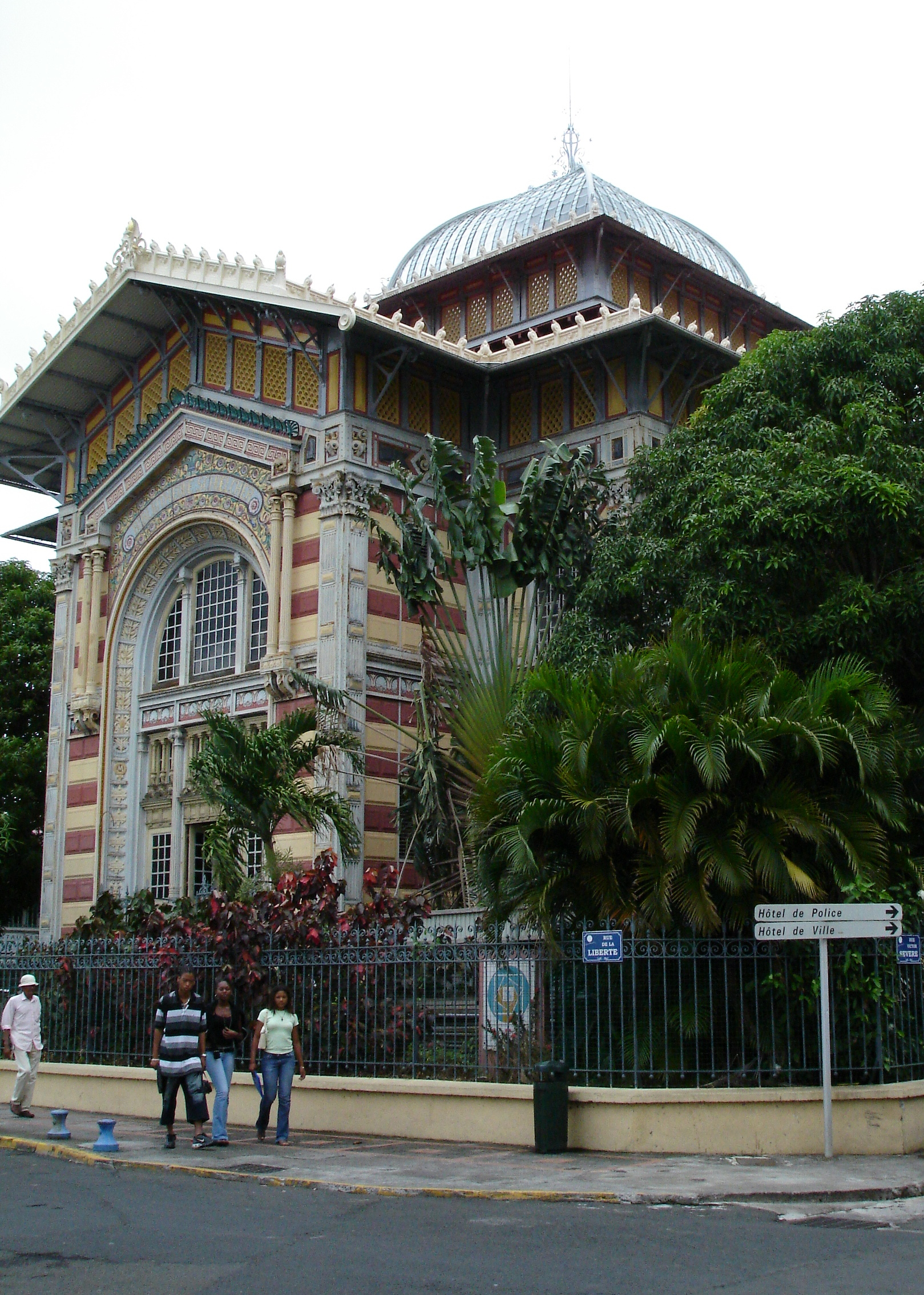
Façade extérieure
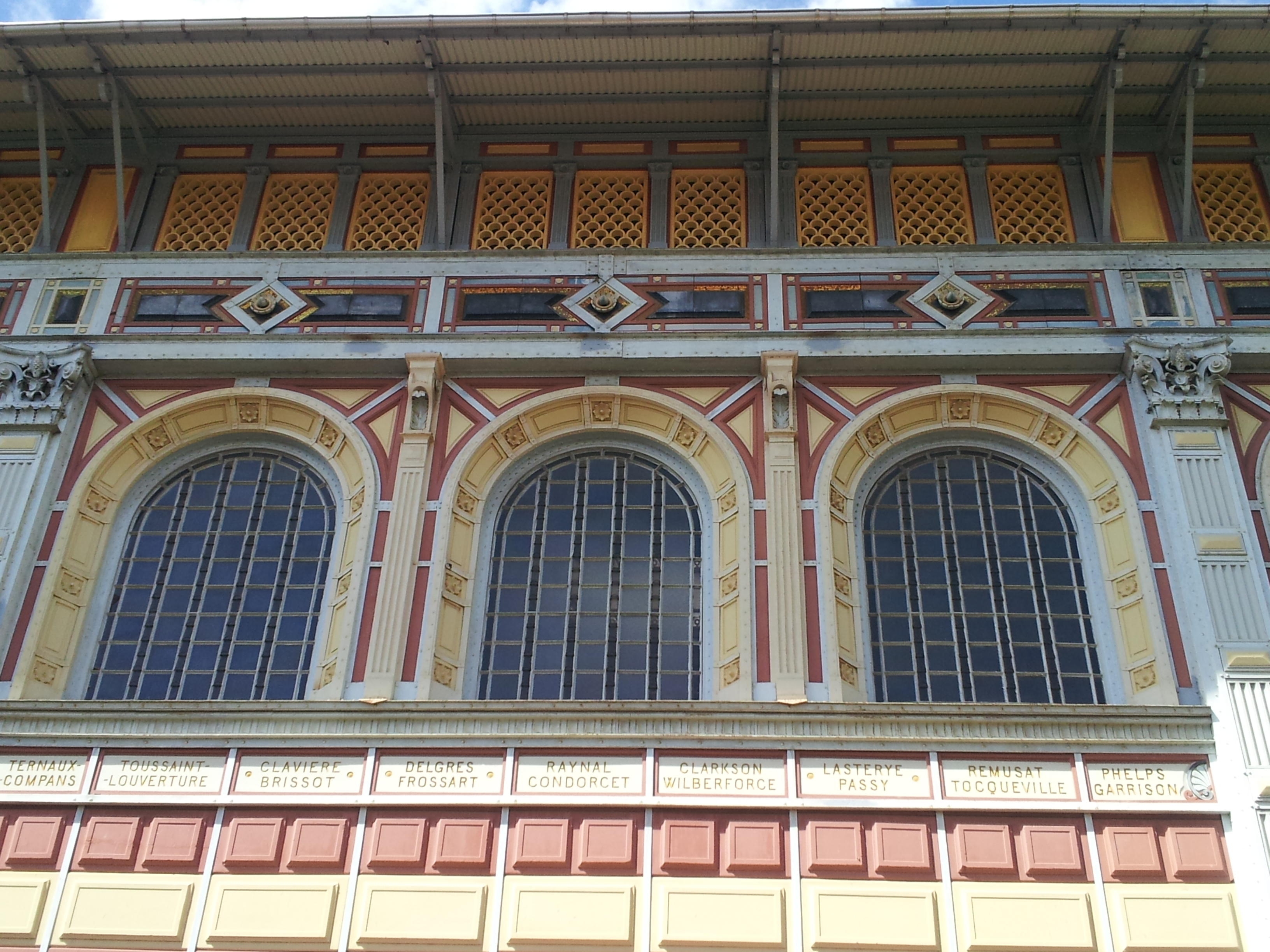
Détail du décor avec la frise au nom des écrivains
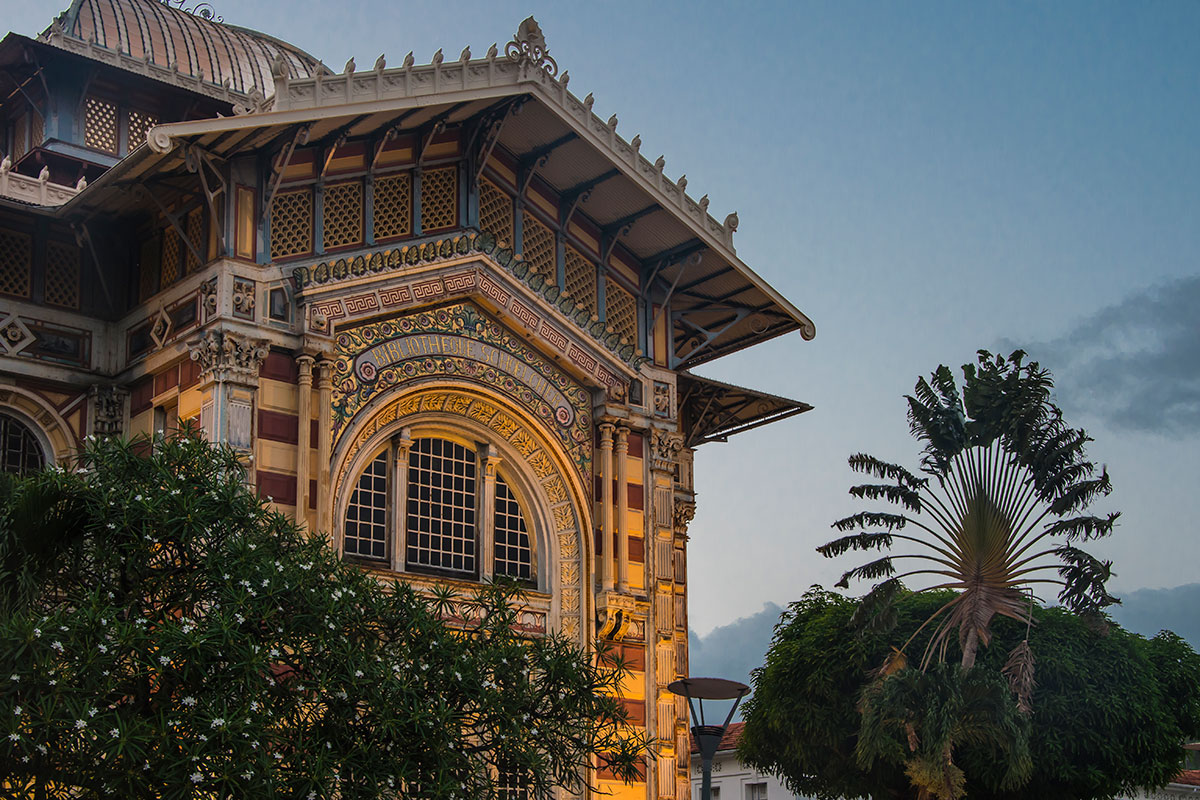
Façade extérieure

## Collection
La plupart des livres originaux en provenance de la bibliothèque personnelle de Schœlcher (10 000 volumes et 250 partitions musicales) sont envoyés de métropole en Martinique dès 1884. Environ 1 200 livres du don de Schœlcher échappent aux flammes lors du grand incendie de Fort-de-France en 1890, parmi lesquels un exemplaire de Quatrevingt-treize dédicacé par Victor Hugo. Parmi les trésors de la bibliothèque, on compte aussi un Code noir et un traité de navigation en latin du XVIIe siècle.
La bibliothèque possède un fonds de 130 000 ouvrages, dont un important fonds antillais.

## Classement
La bibliothèque Schœlcher est inscrite à l’inventaire supplémentaire des monuments historiques depuis le 15 mars 1973 et classée au titre des monuments historiques depuis le 5 janvier 1993.